# Triady
Triady – pojawiające się w dawnej literaturze walijskiej wiersze, które służyły upamiętnieniu sławnych w Walii półlegendarnych lub bajecznych osób, zdarzeń lub rzeczy, ale występujących trójkami.
Mają charakter utworów mnemotechnicznych. Liczą od kilku do kilkunastu wersów, są pozbawione ozdób i polegają wyłącznie na wyliczeniu.
Triady nie były spisywane tylko przekazywane ustnie przez bardów. Były dawną formą kroniki czy encyklopedii.